# Сиглигети, Эде
Эде Сиглиге́ти (венг. Szigligeti Ede, урожд. Йожеф Сатма́ри, венг. Szathmáry József; 8 марта 1814, Орадя, ныне в Румынии — 19 января 1878, Будапешт) — венгерский драматург, режиссёр, театральный деятель. Член «Учёного общества» (впоследствии Венгерская академия наук (1840).

## Биография
Родился в семье священника Сатмари. Несмотря на противодействие родителей, видевших сына врачом, с 1834 г. связал себя со сценой. В результате разрыва с семьей взял в качестве псевдонима имя одного из персонажей Шандора Кишфалуди Эде Сиглигети.
С 1837 года Сиглигети выступал одним из основателей и руководитель Национального театра в Пеште. В период расцвета своего таланта стал кумиром молодых венгерских драматургов 1860-х годов. За полвека творческой деятельности Сиглигети создал не менее ста оригинальных драматических произведений, все они отличаются неисчерпаемой изобретательностью и сюжетами, техникой и виртуозным мастерством, с которым автор использовал яркие и неожиданные эффекты для развязки их действия.
Является автором так называемых «народных пьес» — жанра, созданного Сиглигети. Его трагедии, драмы и комедии на историческую и современную ему темы составляли основу репертуара национального театра. Сиглигети играл важную роль трибуна передового общественно-политического мнения накануне революции 1848—1849 в Венгрии.
В своих первых произведениях (историческая драма «Ференц Ракоци II в плену» (1848), выступил как романтик, но уже в них ощущаются сильные элементы реализма. Острые актуальные проблемы венгерской жизни звучат в социально-обличительных драмах «Солдат-беглец» (1843), «Два пистолета» (1844), «Табунщик» (1847).
Среди самых известных пьес Сиглигети — «Лилиомфи» (1849), «Много чести, да нечего есть» (1858), «Найденыш» (1863), «Наследник трона» (1868), «Забастовка» (1871, одно из первых в Венгрии произведений о рабочих). Некоторые из его пьес написаны на немецком языке.
Автор исследований по истории и теории венгерского театра и трудов по теории драмы, также занимался переводами произведений зарубежных драматургов.

## Память
- Именем Эде Сиглигети назван театр в Сольноке (Венгрия).
- На родине драматурга в румынском городе Орадя установлен памятник Сиглигети.